# Mauricio Correa
Mauricio Fernando Correa Godoy (n. 14 de enero de 1965) es un periodista y director de televisión chileno. Entre 1992 y 2015 trabajó en Televisión Nacional de Chile (TVN) y es mayormente conocido por haber dirigido el programa Buenos días a todos durante 23 años.

## Carrera profesional

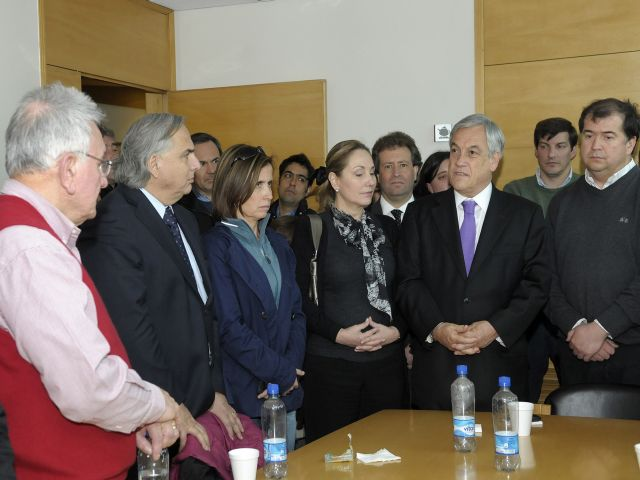
Correa (primero a la derecha) durante la visita de Sebastián Piñera al equipo de Buenos días a todos tras el accidente del C-212.

Estudió producción y dirección en el Instituto de Ciencias y Artes (Incacea). Se inició en televisión en 1985, como asistente de continuidad en Teleonce. Posteriormente estudió periodismo en la Universidad Las Condes.
Entre 1988 y 1991 fue director de Canal Once al despertar.[cita requerida] En septiembre de 1988 trabajó como productor, junto con Robert Wilkins, en la franja electoral de la opción «Sí» del plebiscito realizado en Chile ese año.
En 1992 asumió la dirección del matinal Buenos días a todos de TVN, en donde se mantuvo hasta marzo de 2015.  También dirigió el programa La noche del Mundial.[cita requerida] En 2015 se convirtió en productor ejecutivo de programas prime de la estación. Su primer proyecto en ese cargo fue el programa Lip Sync Chile, formato original del canal de cable estadounidense Spike.

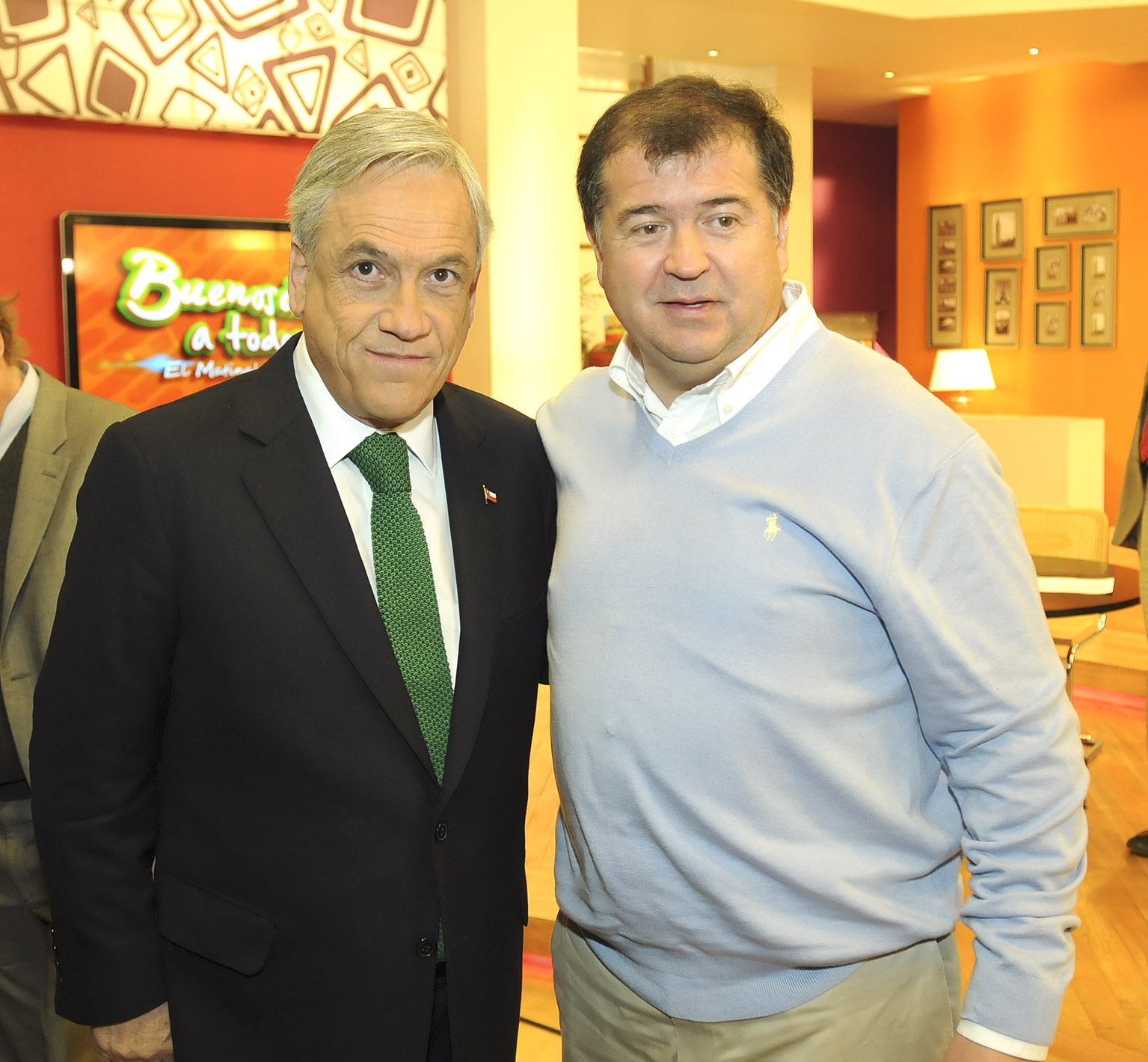
Correa junto al expresidente Sebastián Piñera en el estudio del matinal Buenos días a todos en 2012.

Fue director general de la transmisión de la Teletón entre 2003 y 2010. En 2010 también estuvo a cargo de la dirección de Chile ayuda a Chile, telemaratón con ocasión del terremoto que azotó a Chile ese año.
En octubre de 2017 migró a Canal 13, donde asumió como director ejecutivo del matinal Bienvenidos hasta febrero de 2018.
En abril de 2020 Correa fue nombrado productor ejecutivo del Festival de Viña del Mar en representación de Canal 13, cargo y canal de televisión al que renunció en febrero de 2023, ocurridos diversos programas de organización del evento.

## Posición política
Es simpatizante de derecha política, aunque sin estar afiliado a ningún partido. En marzo de 2017 asistió a la proclamación de la precandidatura presidencial de Sebastián Piñera.